# Тендинит
Тендинит — воспаление и дистрофия ткани сухожилия, по симптоматике сходен с тендинозом, который требует, однако, другого лечения.

## Причины
Имеется целый ряд причин тендинита, которые могут быть связаны наличием различных заболеваний и последствий, в том числе:
- Физические нагрузки
- Механические травмы
- Инфекции
- Ревматические заболевания
- Заболевания иммунной системы
- Нарушения обмена веществ
- Ятрогения
- Дегенеративные процессы суставов
- Невропатии, которые вызывают мышечные расстройства
- Прием определенных лекарственных средств

## Симптомы
Симптомы могут варьироваться от боли до жгучей боли и местной тугоподвижности суставов, которая возникает вокруг воспалённых сухожилий. Отёк может произойти вместе с воспалением и покраснением, но не во всех случаях могут быть видны узлы, окружающие сустав. При этом, как правило, боль значительно сильнее во время и сразу после движения. Сухожилия и суставы в этом месте могут стать жёстче (напряжены) и на следующий день. Многие пациенты сообщают о предшествующих началу болей стрессовых ситуациях в их жизни, которые могут способствовать проявлениям симптомов. После стихания сильного воспаления остаётся небольшое воспаление и процесс более точно называется "тендиноз/тендинопатия".

## Жалобы
- Боль при пальпации сухожилия.
- Боль, натяжение сухожилий, мышц.
- Болезненные ощущения при движениях, связанных с сухожилием.
- Узелок сухожилий (тендовагинит вызывает хронический фиброз).

## Лечение
Параллельно с симптоматической терапией в форме анальгетиков и противовоспалительных медикаментов, лечение причины заболевания должно находиться на переднем плане.
Рекомендуются нестероидные противовоспалительные препараты (НПВП), покой и постепенное возвращение к прежней деятельности и нагрузкам. Покой помогает в предотвращении дальнейшего повреждения сухожилия.
Лёд, сжатие эластичными бинтами и поднятие конечности на высоту также часто рекомендуются. Физиотерапия (УВТ), ортопедия или ортезы также могут способствовать ускоренному выздоровлению. Первое улучшение возникает уже, как правило, на 2-3 день, но полное восстановление может наступить через 4-6 недель. Тендиноз возникает чаще, чем тендинит и имеет похожие симптомы.